# The Black Maria
The Black Maria — канадская рок-группа из Торонто, названная в честь печально известных фургонов, в которых перевозили заключённых в начале XX века (чаще именуемых автозаками).

## История
The Black Maria была образована в ноябре 2002 года, а в 2003 году самостоятельно выпустила одноименный мини-альбом The Black Maria. На тот момент в состав группы входили вокалист Крис Грей, гитаристы Алан Начинович и Кайл Бишоп, клавишник и бас-гитарист Майк Де Эйр и барабанщик Дерек Петрелла. Грей и Де Эйр ранее вместе играли в группе Montgomery 21. Первый концерт группы состоялся в Торонто в 2003 году.
В 2004 году группа подписала контракт с Victory Records и записала свой первый альбом Lead Us To Reason, в студии Signal To Noise Studios с продюсером Майком Грином. Lead Us to Reason вышел 25 января 2005 года, его продажи достигли 50 000 копий, став пропуском группы в туры с такими успешными коллективами как Aiden, Alexisonfire и Eighteen Visions. К концу тура Lead Us To Reason стало понятно, что Бишоп и другие участники плохо срабатываются, и он покинул группу. Бывший гитарист группы Damn 13 Майк Шаретт присоединился к группе и заменял Бишопа до того, как в состав вошёл Скотт Свейн.
The Black Maria стала победителем Yahoo! Music’s «Who’s Next?» на LAUNCHcast. Адам Веселисин выступил ударником в клипе Who’s Next и до апреля 2005 года заменял Петреллу, когда тот сломал руку, а также во время выступлений с Zao, The Juliana Theory, Rise Against и Alexisonfire. Позднее Петрелла покинул группу, а его место занял Тео МакКиббон.
В сентябре 2006 года The Black Maria выпустили альбом A Shared History of Tragedy, написанный и спродюсированный Свейном и МакКиббоном. Обложку альбома нарисовал Оливер Начинович. Продажи альбома оказались чуть ниже, чем Lead Us To Reason, но он все равно был тепло воспринят критиками.
Группа также играла совместно с Queens of the Stone Age, MxPx, The Distillers, Goldfinger, Paramore, Rise Against, Silverstein, Alkaline Trio, The Lawrence Arms, Chevelle, Taproot и Ted Leo and the Pharmacists. В январе 2007 года в Оттаве группа выступила совместно с Evanescence (и Stone Sour).
В середине 2007 года группа заявила о распаде. Под таким же названием была образована музыкальная группа в Альбукерке, штат Нью-Мексико, но коллективы не связаны между собой.

## Дискография
Альбомы
- Lead Us to Reason (2005), (Victory Records)
- A Shared History of Tragedy (2006), (Victory Records)

Мини-альбомы
- The Black Maria (2003), независимо
- Waking Up With Wolves (2006, split with On the Last Day), Victory Records

## Внешние ссылки
- The Black Maria at Victory Records